# Etelberto de Whithorn
Etelberto ou Edelberto (em inglês antigo: Æðelberht, Æðelbyrht, Æþelberht; em latim: Ædelberhtus, Ædelbertus, Æðelbertus, Aedilberctus, Aedilberthus) foi um bispo anglo-saxão do século VIII.

## Vida

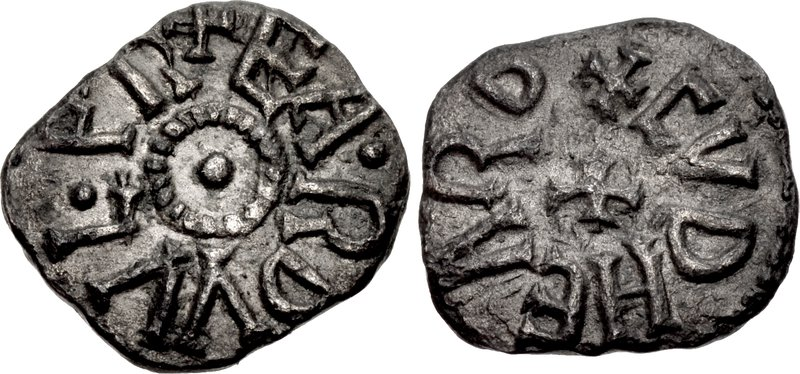
Esceta de Ardúlfo da Nortúmbria

Etelberto foi descrito por Alcuíno de Iorque como um pastor de grande valor. Em 777, com a morte de Petuíno, foi elevado em Iorque como bispo de Whithorn. Em 786, participou em concílio no qual Jorge I apresentou cartas papais e um capitulário para corrigir vícios que achou. Em 790/791, foi substituído por Bedúlfo e ocupou Hexham. Alcuíno enviou-lhe duas cartas, ambas sem data; numa cita sua consagração, mas sem mencionar qual delas; na outra busca por orações e pede que o ensino seja realizado.
Em 15 de agosto de 796, estava com Bedúlfo e Higeberto na reunião de consagração no Mosteiro de Sockburn de Embaldo II. Meses antes, abençoou a ascensão do rei Ardúlfo da Nortúmbria. Faleceu em 16 de outubro de 797 em Barton e seu corpo foi levado para Hexham e sepultado reverencialmente pelos irmão do mosteiro.